# Esperança Atarés i Solans
Esperança Atarés i Solans (Barcelona, 1946) és una religiosa benedictina, abadessa del monestir de Sant Pere de les Puel·les del carrer Anglí de Barcelona.
Quan tenia nou anys va morir el seu pare i, mentre seguia estudiant, es va posar a treballar de modista. Impulsora del grup de la Joventut Obrera Cristiana (JOC), va deixar la seva primera feina quan es van negar a assegurar-la. Després va treballar als Laboratoris Esteve fins que inicià el batxillerat, uns estudis que compatibilitzà amb seguir fent de modista i fent de voluntària al Cottolengo. Continuà a les JOC, on fou presidenta del 1967 al 1968. Fou detinguda el 31 de maig del 1968 per anar a una manifestació obrera a La Rambla. Col·laborà amb els Grups Obrers Autònoms (GOA) i amb el Moviment Ibèric d'Alliberament (MIL).
El 1974 va viure la detenció de Puig Antich al carrer Girona, quan se l'endugueren per executar-lo. Aquest fet l'afectà, i després de llegir Cartas del desierto de Carlo Carretto anà a passar uns dies a reflexionar al monestir de Puiggraciós. Dies després a Barcelona coincidí amb una monja del monestir de Sant Pere de les Puel·les, que la convidà, i ella de seguida s'hi implicà. El Nadal del 1974 viatjà a Itàlia amb els seus oncles, aprofità per visitar Assís i conèixer Carlo Carretto, que estava malalt, i poc després va decidir fer-se religiosa. Entrà al monestir com a postulant el gener del 1976.
És abadessa del monestir del carrer Anglí des del 2011, en substitució de Gertrudis Nin i Barbany, que era abadessa des del 2000 i renuncià en jubilar-se. L'elecció es produí el 27 d'octubre de 2011 amb la presència del delegat episcopal de la Vida Consagrada, Josep Anton Arenas, i l'assistència de l'abat emèrit de Montserrat Sebastià Bardolet i el vicari episcopal Jesús Sanz.